# Denís Dmítriev
Denís Serguéievitx Dmítriev  (en rus Денис Сергеевич Дмитриев) (Tyrnovo, Riazan, 23 de març de 1986) és un ciclista rus, especialista en la pista, concretament en la Velocitat. Medallista Olímpic, triple Campió d'Europa i guanyador de cinc medalles, una d'elles d'or, als Campionats del món. També ha obtingut diverses victòries de la Copa del Món

## Palmarès
- 2004
  -  Campió d'Europa júnior en Velocitat per equips (amb Stoian Vasev i Mikhail Shikhalev)
- 2008
  -  Campió d'Europa sub-23 en Velocitat per equips (amb Pavel Yakushevskiy i Stoian Vasev)
- 2010
  -  Campió d'Europa de Velocitat
- 2011
  -  Campió de Rússia en Velocitat
  -  Campió de Rússia en Velocitat per equips (amb Sergey Borisov i Sergey Kucherov)
- 2012
  -  Campió d'Europa de Velocitat
- 2013
  -  Campió d'Europa de Velocitat
  -  Campió de Rússia en Velocitat
  -  Campió de Rússia en Keirin
- 2016
  -  Medalla de bronze als Jocs Olímpics de Rio de Janeiro en Velocitat
- 2017
  -  Campió del món en Velocitat

### Resultats a laCopa del Món
- 2011-2012
  - 1r a Pequín, en Velocitat per equips
- 2012-2013
  - 1r a la Classificació general i a la prova d'Aguascalientes, en Velocitat
- 2014-2015
  - 1r a Cali, en Velocitat
- 2015-2016
  - 1r a Cali, en Velocitat
- 2016-2017
  - 1r a Cali i Los Angeles, en Velocitat
- 2017-2018
  - 1r a Santiago de Xile, en Velocitat per equips